# Hàn An Quốc
Hàn An Quốc (tiếng Trung: 韓安國; ? – 127 TCN), tên tự Trường Nhụ, người Thành An, nước Lương , là tướng lĩnh, đại thần nhà Tây Hán trong lịch sử Trung Quốc.

## Móc nối triều đình
Hàn An Quốc từng ở nhà Điền tiên sinh ở huyện Trâu Bình, Sơn Đông (phía đông Hào Sơn) học "Hàn Phi tử" và học thuyết tạp gia. Ban đầu ông làm Trung đại phu cho Lương Hiếu vương Lưu Vũ. Trong loạn bảy nước, Lương Hiếu vương dùng Hàn An Quốc và Trương Vũ làm tướng, đưa quân đến biên giới phía đông của nước Lương, chống lại quân Ngô. Nhờ Trương Vũ ra sức chiến đấu, Hàn An Quốc phòng ngự vững vàng, mà quân Ngô không thể vượt qua phòng tuyến của nước Lương. Hàn An Quốc nhờ chiến công này mà bắt đầu được biết đến.
Lương Hiếu vương là em cùng mẹ với Hán Cảnh đế. Đậu thái hậu rất sủng ái ông ta, ban cho Lương vương quyền được chọn Quốc tướng và những quan viên nhận bổng lộc 2000 thạch/năm. Ông ta tiếm dùng lễ nghi của thiên tử trong việc đi lại, Cảnh đế nghe được, trong lòng rất không vui. Đậu thái hậu biết Cảnh đế bất mãn, bèn giận lây sứ giả nước Lương, cự tuyệt tiếp kiến, mà còn trách vấn bọn họ những việc làm của Lương vương. Bấy giờ Hàn An Quốc là sứ giả của nước Lương, liền đến gặp Đại trưởng công chúa kêu khóc: kể công của Lương vương trong loạn bảy nước; giãi bày việc ra xưng Tất, vào hô Cảnh chỉ là tỏ cho các chư hầu và quan dân thấy tình cảm yêu mến của Thái hậu và Hoàng đế dành cho Lương vương; còn các thứ cờ, xe đều là hoàng đế ban cho.
Đại trưởng công chúa chuyển lời đến Thái hậu. Đậu thái hậu rất cao hứng, Cảnh đế đành chìu ý mẹ mà bỏ qua việc này. Đậu thái hậu và Đại trưởng công chúa thưởng cho Hàn An Quốc tài vật giá trị hơn ngàn vàng. Từ đây, Hàn An Quốc đã thiết lập được quan hệ với triều đình nhà Hán.

## Phạm pháp bị giam
Về sau, Hàn An Quốc phạm pháp, bị giam vào nhà ngục ở huyện Mông. Ông bị ngục lại Điền Giáp đánh đập sỉ nhục, Hàn An Quốc phẫn uất nói: "Tro tàn không thể bốc cháy trở lại hay sao?" Điền Giáp ngang ngược đáp: "Nếu có cháy được thì ta cũng vãi đái mà dập tắt."
Không lâu sau, nước Lương khuyết chức Nội sử, Lương vương muốn dành chỗ ấy cho sủng thần Công Tôn Quỷ. Nhưng Đậu thái hậu lại hạ chiếu, mệnh cho Lương vương lấy Hàn An Quốc làm Nội sử, thế là Hàn An Quốc từ phạm nhân trở thành quan viên nhận bổng lộc 2000 thạch/năm.
Điền Giáp bỏ trốn, Hàn An Quốc phao lên muốn giết cả họ ông ta, Điền Giáp bèn cởi áo đến tạ tội. Hàn An Quốc cười nói: "Bây giờ ngươi có thể vãi đái được rồi. Người như ngươi đáng để ta báo thù hay sao!?" Cuối cùng, ông tha cho Điền Giáp.

## Giết gian thần
Công Tôn Quỷ, Dương Thắng xúi giục Lương Hiếu vương xin với Hán Cảnh đế cho ông ta được kế thừa hoàng vị và tăng thêm đất phong; còn ngầm phái thích khách diệt trừ những đại thần phản đối việc này. Đến khi Ngô quốc tướng Viên Áng bị sát hại, Hán Cảnh đế tra xét, biết được đây là âm mưu của Công Tôn Quỷ và Dương Thắng, bèn phái sứ giả đến nước Lương tróc nã bọn chúng.
Sứ giả triều đình đến nước Lương tra xét, từ Quốc tướng trở xuống đến cả nước, hơn 1 tháng vẫn không có kết quả. Hàn An Quốc biết 2 người đang trốn trong cung của Lương vương, bèn vào cung diện kiến, khóc mà khuyên can. Ông so sánh những mối quan hệ giữa Lưu thái công – Hán Cao Tổ, Hán Cảnh đế - Lâm Giang vương Lưu Vinh với mối quan hệ Hán Cảnh đế - Lương vương, chỉ ra pháp luật không vị tư tình. Lương vương tỉnh ngộ, hứa sẽ giao người. Công Tôn Quỷ, Dương Thắng đành phải tự sát.
Sứ giả trở về, thuật lại toàn bộ quá trình ở nước Lương, Đậu thái hậu và Hán Cảnh đế càng thêm coi trọng Hàn An Quốc.
Năm 144 TCN, Lương Hiếu vương qua đời, Cung vương kế vị. Hàn An Quốc lại phạm pháp nên bị cách chức, nhàn cư ở nhà cũ tại huyện Lương.

## Vào triều làm quan
Những năm Kiến Nguyên (140 TCN – 135 TCN), Vũ An hầu Điền Phẫn làm Thái uý, Hàn An Quốc hối lộ ông ta 500 cân vàng. Phẫn bèn tiến cử An Quốc với Vương thái hậu, Hán Vũ đế cũng nghe nói ông là người hiền năng, nên lấy ông làm Bắc Địa đô úy, sau lại thăng làm Đại tư nông.
Mân Việt, Đông Việt hùa nhau nổi dậy, Hàn An Quốc và Đại hành Vương Khôi đưa quân đi trước. Chưa đến nơi, người Việt đã giết quốc vương của họ rồi đầu hàng, nhà Hán thu binh trở về.

## Đảm nhiệm Ngự sử đại phu
Năm Kiến Nguyên thứ 6 (135 TCN), Điền Phẫn đảm nhiệm chức Thừa tướng, Hàn An Quốc nhận chức Ngự sử đại phu. Hung Nô phái sứ giả đến xin hòa thân, Hán Vũ đế giao cho triều thần nghị luận.
Đại hành Vương Khôi là người nước Yên, nhiều lần ra làm quan ở các quận Biên cương. Ông ta cho rằng hòa thân cũng chỉ kéo dài được vài năm, kiến nghị phát binh tiến đánh Hung Nô.
Hàn An Quốc bàn rằng: "Hiện nay Hung Nô binh mã cường tráng, quân nhu sung túc; bọn chúng bụng dạ như cầm thú, di chuyển như chim bay, rất khó khống chế. Quân Hán đi xa mấy ngàn dặm hòng giành thắng lợi, khiến cho người ngựa mỏi mệt; kẻ địch sẽ dùng tất cả ưu thế của chúng đối phó với nhược điểm của ta. Cũng như nỏ giương hết sức thì không bắn thủng 1 tấm lụa mỏng, gió thổi hết hơi thì không cất nổi 1 sợi lông hồng. Vì thế phát binh tiến đánh Hung Nô là rất không hay, chẳng bằng cho họ hòa thân."
Quần thần đa số đồng tình với Hàn An Quốc, nên Hán Vũ đế chấp nhận hòa thân với Hung Nô.

## Đảm nhiệm tướng quân
Năm 134 TCN, Đại hành Vương Khôi dùng kế phản gián của Nhiếp Nhất, dẫn dụ Thiền vu của Hung Nô đưa hơn 10 vạn kỵ binh vào cướp. Quân Hán giấu chiến xa, kỵ binh, cả thảy hơn 30 vạn người ngoài thành Mã Ấp thuộc quận Nhạn Môn. Hàn An Quốc đảm nhiệm Hộ quân tướng quân, thống lĩnh chư tướng. Vương Khôi đảm nhiệm Tương đồn tướng quân, thống lĩnh 3 vạn binh mã náu bên ngoài quận Đại, hòng tập kích quân nhu vật tư của Hung Nô.
Nhưng Thiền vu phát giác mưu kế của quân Hán, đưa quân rút chạy, quân Hán đuổi theo không kịp. Vương Khôi thấy Hung Nô chưa gặp tổn thất gì, cho rằng mình ít không địch nổi nhiều, cũng quyết định thu quân. Vì vậy, quân Hán vô công mà về. Hán Vũ đế kết tội Vương Khôi sợ Hung Nô không đánh, giao cho đình úy, ông ta tự sát.

## Đảm nhiệm thừa tướng
Hàn An Quốc rất có thao lược, lại khéo thích ứng với hoàn cảnh. Ông tuy tham lam tiền tài, nhưng trong lòng cũng có điểm trung hậu, những người ông tiến cử đều là kẻ sĩ liêm khiết, như Bồ Toại, Tang Cố, Chất Đô... vì vậy rất được giới sĩ phu ca ngợi và ngưỡng mộ. Đến Hán Vũ đế cũng cho rằng ông tài trị nước.
Hàn An Quốc đảm nhiệm Ngự Sử đại phu được 4 năm, năm 131 TCN, thừa tướng Điền Phẫn mất, ông được thay chức, không may bị ngã xe, chân bị thương rất nặng.
Hàn An Quốc nhân bệnh miễn chức, mấy tháng sau chân khỏi hẳn, được đảm nhiệm Trung úy. Năm sau, ông được điều nhiệm làm Vệ úy.

## Uất ức mà chết
Khi Vệ Thanh giao chiến với Hung Nô, Hàn An Quốc làm Tài quan tướng quân đóng quân ở Ngư Dương, bắt được cả ngàn người Hung Nô nên nắm được tình hình của họ, dâng sớ xin dừng việc đóng đồn, chuyên tâm làm ruộng.
Được hơn tháng, đại quân Hung Nô xâm nhập Thượng Cốc, Ngư Dương, Hàn An Quốc đưa hơn 700 người ra đánh, không địch nổi phải lui về cố thủ thành trì. Vũ đế cả giận, sai sứ đến khiển trách An Quốc.
Sau đó, Hàn An Quốc được điều đến Ích Đông, đóng quân ở Hữu Bắc Bình.
Trong khi bọn tướng lĩnh mới nổi như Vệ Thanh ngày càng hiển hách, An Quốc ở nơi xa xôi, lại thêm thua trận, lấy làm xấu hổ, thường uất ức không vui. Mấy tháng sau, tức là năm 127 TCN, ông bệnh nặng, thổ huyết mà chết.

## Thành ngữ
- Tử hôi phục nhiên (tạm dịch nghĩa: tro tàn lại cháy)
- Cường nỗ chi mạt (tạm dịch nghĩa: nỏ giương hết sức)